# 西垣勇蔵
西垣 勇蔵（にしがき ゆうぞう、1917年2月9日 - 1988年1月2日）は、長唄唄方。教育者。

## 経歴
1917年（大正6年）大阪府に生まれる。
1936年（昭和11年）東京音楽学校邦楽科に入学。この年、邦楽科は選科から本科へ昇格しており第一期生となった。
1939年（昭和14年）同校を卒業。1957年（昭和32年）東音会創立に参加し、
1970年（昭和45年）からは会長も務めた。
その後、東京芸術大学教授、同大学名誉教授。

## 受賞・受章歴
- 1970年（昭和40年） - 芸術祭優秀賞
- 1984年（昭和59年） - 紫綬褒章受章